# Gadesco-Pieve Delmona
Gadesco-Pieve Delmona é uma comuna italiana da região da Lombardia, província de Cremona, com cerca de 1.634 habitantes. Estende-se por uma área de 17 km², tendo uma densidade populacional de 96 hab/km². Faz fronteira com Cremona, Grontardo, Malagnino, Persico Dosimo, Vescovato.

## Demografia
| Variação demográfica do município entre 1861 e 2011                               |
|                                                                                   |
| Fonte: Istituto Nazionale di Statistica (ISTAT) - Elaboração gráfica da Wikipedia |